# Новіков Олег Володимирович
Новіков Олег Володимирович (нар. 6 травня 1967, м. Житомир) — український політик.

## Життєпис
Народився Новіков Олег Володимирович 6 травня 1967 року в місті Житомир. Одружений, має доньку.

### Освіта
- 1982—1986 рр. — навчався в Житомирському будівельному технікумі, спеціальність: технік-будівельник;
- 1986—1993 рр. — одержав освіту в Київському інженерно-будівельному інституті (нині — Київський національний університет будівництва і архітектури), по спеціальності — інженер-будівельник;
- 2002-2004 рр. — навчання в Міжрегіональній академії управління персоналом, спеціальність: юрист комерційного і господарського права.

### Діяльність
- 1986 р. — технік-проєктант Житомирської філії НДІ «Укрсільгосппроект».
- 1986—1988 рр. — служба в армії.
- 1993—2005 рр. — робота в комерційних структурах.
- 2005—2006 рр. — працює в Департаменті державної служби охорони при МВС України.
- Травень-грудень 2006 р. — директор ДП «Будинок фізичної культури та спорту МВС».
- З 2007 р. — заступник директора ТОВ "Охоронна компанія «Варяг».

## Політична діяльність
Народний депутат України 6 скликання з листопада 2007 року від блоку «Наша Україна - Народна самооборона», № 45 в списку. На час виборів: заступник директора ТОВ "Охоронна компанія «Варяг», член політичної партії «Вперед, Україно!».
Член політичної партії «Вперед, Україно!»; ВР України, член фракції Блоку «Наша Україна — Народна самооборона» (з листопада 2007 р.), член Комітету боротьби з організованою злочинністю і корупцією (з грудня 2007 р.); перший заступник голови політичної партії «Вперед, Україно!»; голова Всеукраїнської ГО «Антикримінальний вибір»; співголова Київської міської організації «Крок у майбутнє».